# LOL (film 2008)
LOL (Laughing Out Loud) – francuska komedia romantyczna w reżyserii Lisy Azuelos z 2008 roku.
Film miał swoją prapremierę 27 października 2008 roku na Rome Film Festival. Do kin wszedł 4 lutego 2009 roku. W Polsce nie był dystrybuowany. Zdjęcia do filmu nagrywano w Paryżu i Londynie.
LOL otrzymało dwie nagrody na Festiwalu Filmów Komediowych w Monte Carlo: za reżyserię dla Lisy Azuelos oraz dla Sophie Marceau jako najlepszej aktorki. Obraz był pierwszą szeroko rozpoznawalną rolą 17-letniej wówczas Christy Théret, która otrzymała za nią nominację do nagrody César jako najbardziej obiecującej aktorki.

## Fabuła
Film opowiada o relacji 16-letniej Loli (Christa Théret), uczennicy paryskiej szkoły średniej z jej matką Anne (Sophie Marceau), będącą właśnie w trakcie rozwodu. Choć matka z córką doskonale się rozumieją, to Lola nie przyznaje się jej do trudnego uczucia wobec swojego pierwszego chłopaka Maëla (Jérémy Kapone).
LOL jest uwspółcześnionym remakiem filmu Prywatka z 1980 roku, w którym rolę córki zagrała właśnie Sophie Marceau. Z kolei w 2012 roku powstała amerykańska wersja filmu pod tym samym tytułem z Miley Cyrus w roli głównej.

## Obsada
- Christa Théret jako Lola
- Sophie Marceau jako Anne
- Jérémy Kapone jako Maël
- Marion Chabassol jako Charlotte
- Lou Lesage jako Stéphane
- Pierre Niney jako Julien[9]